# Constantin Degeratu
Constantin Degeratu (n. 2 noiembrie 1948, comuna Ceptura, județul Prahova) este un general de armată român, care a îndeplinit funcția de Șef al Marelui Stat Major al Armatei Române în perioada 22 ianuarie 1997 - 15 februarie 2000. De asemenea, din anul 2005, el deține funcția de consilier de stat la Departamentul Securității Naționale din cadrul Administrației Prezidențiale.

## Biografie
Constantin Degeratu s-a născut la data de 2 noiembrie 1948, în comuna Ceptura (județul Prahova). A studiat la Liceul “Ion Luca Caragiale” din Ploiești (1962-1964), urmând apoi cursurile Liceului Militar „Dimitrie Cantemir” din Breaza (jud. Prahova), unde a obținut diploma de bacalaureat (1964-1966).
După absolvirea Liceului, a urmat cursurile Școlii Superioare de Ofițeri Activi “Nicolae Bălcescu” din Sibiu, arma infanterie (1966-1969), la absolvirea căreia i-a fost acordat statutul de ofițer activ în cadrul Forțelor Armate, cu gradul de locotenent (26 octombrie 1969).
După un scurt stagiu militar în funcția de comandant de pluton elevi (decembrie 1969 - decembrie 1971), a studiat la Academia de Înalte Studii Militare din București (1971-1973), la absolvirea căreia a fost avansat la gradul de locotenent-major. 
A revenit apoi în structurile operative ale Armatei Române în funcția de șef al Cercetării în statul major al Batalionului 26 Vânători de Munte “Avram Iancu” de la Brad (1973-1975). A activat apoi ca ofițer 3 (1975-1980) și ofițer 2 (1980-1982) la Secția Cercetare din statul major a Armatei a III-a (ulterior Armata a IV-a, prin renumerotare) din Cluj-Napoca, ofițer 2 pentru pregătire operativă la Secția Operații a Armatei a IV-a (1982) și ofițer 1 pentru cercetare științifică la Secția Operații a Armatei a IV-a (1983-1990).
În paralel cu funcțiile operative, Constantin Degeratu a mai urmat un curs postuniversitar de informatică organizat de ITC Cluj-Napoca (noiembrie 1975 - aprilie 1976), precum și Facultatea de Drept a Universității “Babeș Bolyai” din Cluj-Napoca (1978-1983), obținând diploma de licență în Drept, cu o lucrare de licență privitoare la combaterea terorismului internațional prin mijloace juridice. De asemenea, a fost avansat la diferite grade: căpitan (1976), maior (1982), locotenent-colonel (1987) și colonel (1990).
Apoi, în perioada mai 1990 - decembrie 1994, a îndeplinit funcția de Șef al Secției Operații în cadrul Comandamentului Armatei a IV-a “Transilvania” din Cluj-Napoca. În acest timp, el și-a desăvârșit pregătirea militară participând la diferite cursuri de pregătire organizate de NATO (Primul curs comun pentru ofițeri din cadrul NATO și fostele state membre ale Tratatului de la Varșovia - NATO Defence College din Roma (octombrie 1991), Cursul pentru generali și amirali - NATO Defence College din Roma (octombrie 1993)). 
Ulterior a mai absolvit Colegiul Național de Apărare din București (ianuarie - iunie 1994), Colegiul Regal de Studii de Apărare (RCDS) din Londra (ianuarie - decembrie 1995). În anul 1996, a obținut titlul științific de Doctor în Știința Militară, la Academia de Înalte Studii Militare din București cu teza "Prevenirea surprinderii strategice".
La 25 octombrie 1993, Constantin Degeratu a fost avansat la gradul de general maior (general cu o stea) (din octombrie 1995, gradul s-a numit General de brigadă) . În decembrie 1995, a fost numit în funcția de locțiitor al Șefului Direcției de Operații din Statul Major General.

## Șef al Marelui Stat Major și consilier de stat
La 22 ianuarie 1997, generalul Constantin Degeratu  a fost numit ca șef al Marelui Stat Major al Armatei Române, funcție pe care a deținut-o până la 15 februarie 2000. În această calitate a fost și membru al Consiliului Suprem de Apărare a Țării. De asemenea, în perioada ianuarie 1997 - septembrie 1999 a deținut și demnitatea de secretar de stat în Ministerul Apărării Naționale. 
A fost avansat pe rând la gradele de General de divizie (General maior, cu două stele) la 25  februarie 1997 , General de corp de armată (General locotenent, cu trei stele) la 26 noiembrie  1998  și General de armată (General, cu patru stele) la 25 octombrie 2000 .
Ca șef al Statului Major General, el a continuat restructurarea acestui organism suprem de conducere a Armatei, optând în aprilie 1997 pentru sistemul modular american. El a pregătit și a declanșat programele speciale de cooperare cu Statul Major Întrunit al Apărării al SUA și cu Statul Major al Apărării al Marii Britanii. În același timp, a condus activitățile pentru implementarea unui plan de restructurare și modernizare a Armatei Române în cooperare cu specialiști militari americani și britanici și cu responsabili ai Corpului Rand (SUA). În cadrul exercițiilor Parteneriatului NATO pentru Pace, Statul Major General al Armatei Române a condus nemijlocit activitățile de ordin militar în timpul conflictului din Iugoslavia, al "crizei albaneze" și al instituirii forțelor de menținere a păcii în Kosovo. 
Generalul Degeratu este primul șef al Statului Major General, numit după evenimentele din decembrie 1989, care a trăit experiența observării unui conflict militar deschis, de durată, în proximitatea teritoriului național, conflict ce a angajat tehnologie de vârf în domeniul armelor de distrugere la distanță. 
Eliberat din funcția de șef al Statului Major General al Armatei Române la data de 15 februarie 2000 , el a fost numit la solicitarea președintelui României, Emil Constantinescu, în funcția de consilier prezidențial pentru apărare și siguranță națională, fiind în această calitate membru al Consiliului Suprem de Apărare a Țării (prin Decretul nr. 27 din 15 februarie 2000) . A fost eliberat din această funcție prin Decretul nr. 523 din 1 decembrie 2000, la schimbarea președintelui României.
După schimbarea puterii în urma alegerilor parlamentare și prezidențiale din noiembrie - decembrie 2000, generalul Degeratu a revenit la 1 decembrie 2000 ca secretar general în Ministerul Apărării Naționale . Din 1 martie 2001, a fost trecut în rezervă  înainte de termen din motive politice (după propriile afirmații ale generalului), de către regimul instalat în decembrie 2000. 
Pensionat înainte de termen, la vârsta de 53 ani, gen. Degeratu a lucrat apoi între anii 2001-2004 ca profesor de Studii de Securitate pentru Europa Centrală la Centrul European de Studii de Securitate “George C. Marshall” din Garmisch-Partenkirchen, Germania (Parteneriat Americano-German organizat de Departamentul Apărării și comandamentul Trupelor SUA din Europa). În anul 2004, a fost numit în funcția de consultant pe probleme de expertiză militară și juridică la Tribunalul Penal Internațional pentru fosta Iugoslavie (ITCY). Din anul 1999, este profesor asociat la Colegiul Național de Apărare. În prezent, deține poziția de cercetător științific principal la Institutul Român de Studii Strategice din București.
La data de 14 ianuarie 2005, președintele României, Traian Băsescu l-a numit pe generalul de armată Constantin Degeratu în funcția de consilier de stat la Departamentul Securității Naționale din cadrul Administrației Prezidențiale. El a condus acest departament până la numirea generalului Sergiu Medar la 25 noiembrie 2005 ca șef al Departamentului Securității Naționale. 
Începând din 1 mai 2005, consilierul de stat pentru probleme de apărare Constantin Degeratu a fost rechemat în activitate, cu gradul de general de armată (cu 4 stele)  Această reactivare s-a efectuat la propunerea ministrului apărării naționale, Teodor Athanasiu. A fost trecut în rezervă cu același grad începând cu data de 1 decembrie 2007 .

## Controverse
Constantin Degeratu a avut un rol controversat în Revoluția din decembrie 1989. O parte a presei l-a acuzat că, în decembrie 1989, la Cluj, a întocmit harta desfășurării trupelor armate în oraș, în cadrul acțiunii de suprimare a manifestațiilor muncitorilor clujeni. Ca urmare a hărții realizate, militarii plasați de el în dispozitivele de apărare ale regimului Ceaușescu ar fi ucis 26 de persoane și ar fi rănit prin împușcare alte 86 persoane.
De asemenea, s-a afirmat că ulterior ar fi interferat, la ordinul superiorilor săi, în ancheta privind evenimentele de la Cluj din decembrie 1989, reușind, prin delațiune și mistificarea adevărului, scoaterea de sub urmărire penală a mai multor militari cercetați pentru omor. 
Constantin Degeratu este unul dintre semnatarii “notei informative” adresate, in 1990, procurorului general Gheorghe Robu, in care se solicita scoaterea de sub urmarire penala a inculpatilor din dosarul “Cluj 89”, pe motiv ca procurorul militar care a instrumentat cazul, clujeanul Tit Liviu Domsa, este “subiectiv, rauvoitor si incompetent”. 
În 19 noiembrie 1997, în calitate de șef al Statului Major General și secretar de stat, Constantin Degeratu a emis Ordinul circular nr. 522, prin care "se suspendă temporar" dreptul tuturor angajaților din subordinea SMG, militari sau civili, de a furniza presei informații cu privire la "activitatea proprie sau a altor persoane pe timpul evenimentelor din Decembrie 1989". De asemenea, "prezentarea personalului militar și civil la organele de anchetă și judecată, în orice calitate, pentru fapte legate de evenimentele din decembrie 1989, se va face numai cu aprobarea ministrului apărării naționale". 
Constantin Degeratu a susținut că în decembrie 1989 nu îndeplinea nici o funcție de comandă sau conducere în Armata a IV-a și că, la Revoluție, a avut o "contribuție pozitivă". Într-un interviu acordat agenției de știri Info Pro, generalul a spus că nu a fost niciodată cercetat de nici un parchet militar din România și, deci, nici scos de sub urmărire penală de nici un fel. 
Fostul prim-ministru al României, Radu Vasile, în cartea sa de memorii "Cursă pe contrasens. Amintirile unui prim-ministru" (Ed. Humanitas, București, 2002), îl prezintă astfel pe generalul Degeratu în contextul Mineriadei din ianuarie 1999:
„La Palatul Victoria a sosit șeful Statului Major al Armatei, generalul Degeratu, surescitat și îngrijorat. Neștiind că plecasem spre Cozia, venise împins de nevoia de a se sfătui cu prim-ministrul. 

Era vădit îngrijorat și se îndoia că dacă președintele Constantinescu le-ar fi cerut-o, comandanții din armată s-ar fi conformat ordinului de a deschide focul împotriva minerilor, câtă vreme vinovățiile din decembrie 1989 legate tocmai de respectarea ordinelor nu se lămuriseră. 
Degeratu nu știa pur și simplu ce să facă. Constantinescu chiar era hotărât să deschidă focul asupra civililor. 
Pradă aproape unei crize de nervi, Degeratu repeta mereu că președintele era pe punctul de a face exact greșeala pe care o făcuse Ceaușescu la Timișoara, crezând că astfel va înăbuși revolta masei.”
Pe 9 ianuarie 2017, într-o emisiune TV, generalul Degeratu a comentat situația României și a scutului de la Deveselu, comparând-o cu cea a Cubei din 1962 în Criza rachetelor cubaneze.
„Sincer, acuma nu mai e nimic de făcut. Am sperat ca, prin aceste alegeri, să înțelegem în ce moment ne aflăm. Noi, românii, la ora actuală nu înțelegem în ce moment ne aflăm. Nu suntem într-o stare care să corespundă cu programul de guvernare. Nu contăm, nu existăm în exterior. Am externalizat complet răspunderea – și decizională, și acțională – pentru securitatea națională și pentru apărare. Scutul este parte a politicii de confruntare. Noi nu știm în ce joc am intrat cu acest scut. Degeaba îl avem la ora actuală, pentru că n-am făcut ceea ce trebuia să facem după aceea, adică o capacitate de apărare corespunzătoare. Noi nu știm ce rost are scutul acesta aici. A avut un rost în politica de contraproliferare americană, vizavi de Iran. Acel lucru s-a încheiat, practic s-a cam încheiat. Ce vrem de la el? De ce este supărată Rusia că e aici? Noi înțelegem de ce? Pentru că abia atunci înțelegem că suntem cumva în poziția Cubei. Deci, se montează o criză a rachetelor din Cuba. Scutul ăsta poate să plece mâine, pentru că este din cheltuieli de contraproliferare. Nu are nici o legătură cu apărarea, din punctul nostru de vedere. Nu ne apără de nimic”

## Distincții obținute
Generalul Degeratu este membru al Academiei Oamenilor de Știință, membru de onoare al Asociației “George C. Marshall” din România, membru de onoare al Asociației “Manfred Worner” din România, cercetător asociat la Fundația “Eurisc” și membru al Grupului internațional de lucru “Inițiative for a Renewed Transatlantic Partnership”, organizat de Institutul CSIS din SUA. 
A fost decorat cu Ordinul Național "Steaua României" în rang de Mare Cruce (2000) , cu Medalia și Ordinul "Meritul Militar" (toate clasele), cu înalte ordine și medalii, primind distincții din partea Academiei de Înalte Studii Militare, a Colegiului Național de Apărare și a Colegiului Regal de Studii de Apărare din Marea Britanie. 
Generalul Constantin Degeratu vorbește fluent limba engleză, având de asemenea cunoștințe de limba franceză și rusă (citit, traducere cu dicționar, expresii uzuale, înțelegerea unor texte de specialitate de dificultate medie). Este căsătorit și are doi copii.

## Activitate științifică
Generalul Constantin Degeratu este coautor la trei cărți de specialitate și anume:
- Lupta împotriva trupelor de desant aerian și aero-mobile (Ed. Militară, București, 1984) - coautor;
- Interesul Național și Integrarea României în NATO în volumul “Strategia militară românească în era modernă” (Ed. Militară, București, 1999);
- Executarea ordinului militar (Ed. Militară, București, 2000) -coautor.

De asemenea, a publicat mai multe articole în revistele militare din țară și străinătate. Menționăm următoarele articole: 
- Prevenirea surprinderii strategice (în Gândirea militară românească, nr.5, București, 1993);
- Romania and Partnership for Peace (NATO Sixteen Nation, Special Issue, 1996);
- Romania’s Integration in NATO – Today’s Strategic Objective (Romanian Military Thought, Issue 1, Bucharest, 1997);
- The Structure and the Mission of the Romanian Armed Forces (Romanian Military Thought, Common Issue Romania – Poland, Bucharest-Warsaw, 1997);
- The Reform of the Romania’s Armed Forces – A New Stage (NATO Sixteen Nations, Special Issue, Brussels, 1997);
- FARO-2005/2010: The Step Forward of the Romanian Armed Forces (The Military Technology, Issue 10, 1999) etc.